# Meiße
La Meiße (ou Meisse) est une rivière longue de 42 km, affluent de l'Aller, traversant la lande de Lunebourg (Basse-Saxe).

## Géographie
La Meiße prend sa source au sud de la commune de Wietzendorf. Elle traverse Bergen, Lohheide et Winsen avant de se jeter dans l'Aller au sud de Hodenhagen.
Ses affluents à gauche sont le Berger Bach qui traverse Bergen, le Geltteichsgraben et le Bruchbach. Ceux à droite sont le Mühlenbach, le Liethbach qui passe le long du château de Bredebeck. Le Meierbach traverse la base militaire de Bergen avant de se jeter peu avant Hodenhagen. Le Hohe Bach vient aussi de la base, passe près des Sieben Steinhäuser avant aussi de se jeter peu avant Hodenhagen, de même que le Hudemühlener Meiße. Au niveau de la Bundesautobahn 7, elle est traversée par le canal d'Essel.

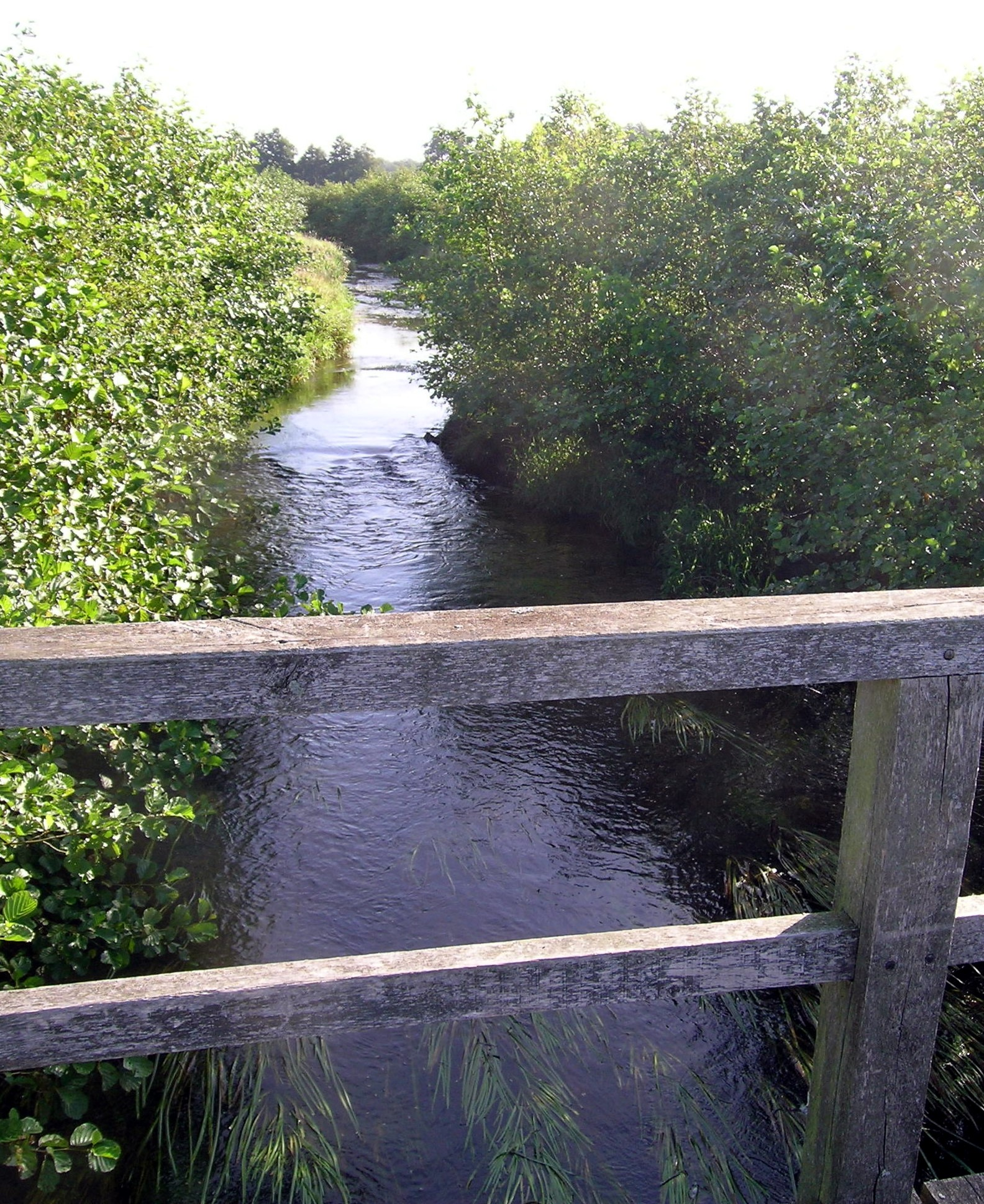
Renaturation de la Meiße

La Meiße a en majorité une eau de qualité II, modérément polluée.

## Histoire
En 1881, on rend plus profond et retient la Meiße afin de faire de la pisciculture. Jusque dans les années 1970, un moulin à eau servait à une scierie. Par la suite, on crée 250 hectares d'étang qui forment aujourd'hui une réserve naturelle. En 1998, l'arrondissement de Celle décide de lui redonner un caractère naturel, 900 mètres de rives sont réhabilitées.

## Source, notes et références
1. ↑  (de) « Teileinzugsgebiet Aller/ Örtze-West / Nds. Landesbetrieb für Wasserwirtschaft, Küsten- und Naturschutz », sur niedersachsen.de (consulté le 10 octobre 2021).

- (de) Cet article est partiellement ou en totalité issu de l’article de Wikipédia en allemand intitulé « Meiße » (voir la liste des auteurs).